# Klasyfikacja medalowa Zimowych Igrzysk Olimpijskich 1980
     zdobywcy co najmniej jednego złotego medalu
     zdobywcy co najmniej jednego srebrnego medalu
     zdobywcy co najmniej jednego brązowego medalu
     państwa bez medalu
     państwa nieuczestniczące w igrzyskach

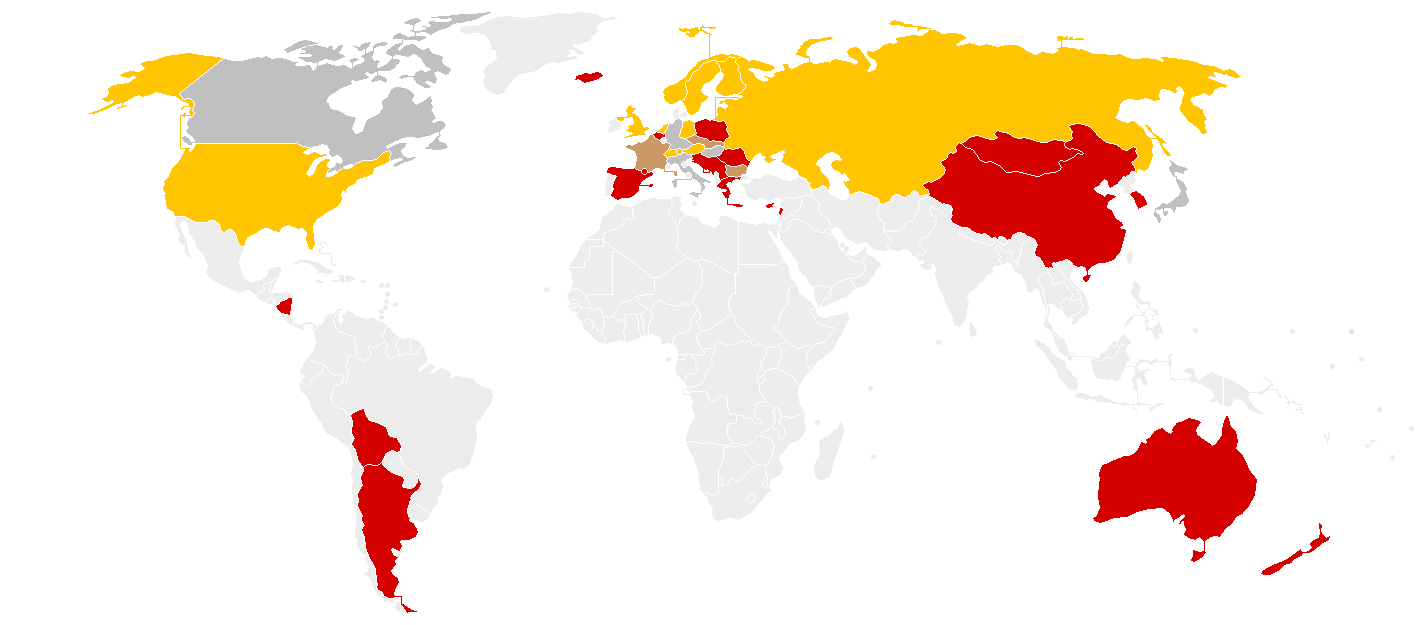
Państwa uczestniczące w Zimowych Igrzyskach Olimpijskich 1980
zdobywcy co najmniej jednego złotego medalu
zdobywcy co najmniej jednego srebrnego medalu
zdobywcy co najmniej jednego brązowego medalu
państwa bez medalu
państwa nieuczestniczące w igrzyskach

Klasyfikacja medalowa Zimowych Igrzysk Olimpijskich 1980 – zestawienie państw, reprezentowanych przez narodowe komitety olimpijskie, uszeregowanych pod względem liczby zdobytych medali na XIII Zimowych Igrzyskach Olimpijskich w 1980 roku w Lake Placid.
Na igrzyskach w 1980 roku w Lake Placid rozegrano 38 konkurencji w dziesięciu dyscyplinach sportowych, czyli o jedną więcej niż podczas poprzednich igrzysk, które odbyły się w Innsbrucku. Konkurencją debiutującą na igrzyskach olimpijskich był biathlonowy sprint na dystansie 10 km.
W zawodach wzięło udział 1072 sportowców (837 mężczyzn i 235 kobiet) z 37 narodowych reprezentacji. Dla trzech państw – Cypru, Chińskiej Republiki Ludowej i Kostaryki – był to debiut w zimowych igrzyskach olimpijskich. Dla Cypryjczyków był to zarazem pierwszy występ olimpijski zarówno w letnich, jak i zimowych edycjach.
Medale zdobyli reprezentanci 19 państw, co oznacza, że 18 krajów uczestniczących w igrzyskach zakończyło je z zerowym dorobkiem medalowym.
Po raz piąty igrzyska olimpijskie zorganizowano w Stanach Zjednoczonych. Amerykanie powtórzyli najlepszy swój występ w zimowych igrzyskach olimpijskich – taki sam rezultat medalowy osiągnęli na poprzednich igrzyskach w Lake Placid, które zorganizowano w 1932 roku. Występ USA był lepszy od startu w roli organizatora zimowych igrzysk w 1960 roku w Squaw Valley, jednak nieporównywalnie słabszy od występów w roli organizatora letnich edycji w 1904 roku w St. Louis i 1932 roku w Los Angeles. Zwycięzcą klasyfikacji medalowej został Związek Socjalistycznych Republik Radzieckich z dorobkiem 22 medali – 10 złotych, 6 srebrnych i 6 brązowych. Po raz piąty z rzędu kraj ten wygrał klasyfikację medalową igrzysk olimpijskich, po zimowych i letnich igrzyskach w 1972 i 1976 roku. Mecz hokejowy pomiędzy Stanami Zjednoczonymi a Związkiem Radzieckim, w którym amerykańska drużyna amatorów pokonała zespół radziecki, przeszedł do historii jako „cud na lodzie” i został wybrany przez IIHF najważniejszym wydarzeniem stulecia w hokeju na lodzie.
Na igrzyskach w Lake Placid pierwszy złoty medal olimpijski, wliczając w to letnie i zimowe starty, zdobyła reprezentacja Liechtensteinu. Startująca w jej barwach Hanni Wenzel została dwukrotną mistrzynią olimpijską w narciarstwie alpejskim. Pierwszy w historii medal zimowych igrzysk olimpijskich dla Bułgarii zdobył natomiast Iwan Lebanow – trzeci zawodnik biegu narciarskiego na 30 km mężczyzn.
Najlepszy z dotychczasowych startów w zimowych edycjach igrzysk zaliczyła reprezentacja Niemieckiej Republiki Demokratycznej. W jej barwach startował biathlonista Frank Ullrich, który jako pierwszy reprezentant NRD trzykrotnie stanął na podium olimpijskim podczas jednych zimowych igrzysk. Swój najlepszy występ w ZIO wyrównała reprezentacja Węgier. Para taneczna z tego kraju – Krisztina Regőczy i András Sallay – zdobyła drugi w historii węgierskich startów srebrny medal zimowych igrzysk olimpijskich. Był to zarazem pierwszy medal ZIO dla Węgier od igrzysk w Cortina d’Ampezzo w 1956 roku.
Dla reprezentacji Austrii występ w Lake Placid był najlepszym startem olimpijskim od zimowych igrzysk w Grenoble, a dla Szwecji najlepszym zimowym startem również od Grenoble. Po raz trzeci w historii, po 1956 i 1972 roku, medal zimowych igrzysk olimpijskich zdobyła reprezentacja Japonii.
Reprezentacja Republiki Federalnej Niemiec odnotowała w Lake Placid najgorszy start olimpijski. Po raz pierwszy sportowcy z RFN nie wywalczyli ani jednego złota olimpijskiego. Najsłabszy zimowy start w dotychczasowej historii występów olimpijskich odnotowali również Norwegowie, którzy po raz pierwszy zakończyli zimowe igrzyska z tylko jednym złotem. Najgorsze rezultaty olimpijskie od Zimowych Igrzysk Olimpijskich 1964 uzyskali reprezentanci Włoch i Czechosłowacji, a najsłabszy wynik medalowy w ZIO – reprezentanci Holandii. Dla Włochów były to zarazem pierwsze od 1964 roku igrzyska olimpijskie bez złotego medalu. Dla Francuzów igrzyska w Lake Placid były trzecimi z rzędu zimowymi bez złota olimpijskiego i drugimi bez srebra.
Multimedalistami igrzysk zostało 25 sportowców, spośród których 17 zdobyło przynajmniej jeden złoty medal olimpijski. Najbardziej utytułowanym zawodnikiem został panczenista Eric Heiden, który jako pierwszy w historii zdobył pięć złotych medali olimpijskich w konkurencjach indywidualnych podczas jednej edycji igrzysk olimpijskich. Trzykrotnie na podium olimpijskim stanęli ponadto Nikołaj Zimiatow, Anatolij Alabjew, Hanni Wenzel, Frank Ullrich i Juha Mieto.

## Klasyfikacja państw
Poniższa tabela przedstawia klasyfikację medalową państw, które zdobyły medale na Zimowych Igrzyskach Olimpijskich 1980 w Lake Placid, sporządzoną na podstawie oficjalnych raportów Międzynarodowego Komitetu Olimpijskiego. Klasyfikacja posortowana jest najpierw według liczby osiągniętych medali złotych, następnie srebrnych, a na końcu brązowych. W przypadku, gdy dwa kraje zdobyły tę samą liczbę medali wszystkich kolorów, o kolejności zdecydował porządek alfabetyczny.
| Miejsce | Państwo         | Złoto | Srebro | Brąz | Razem |
| ------- | --------------- | ----- | ------ | ---- | ----- |
| 1.      | ZSRR            | 10    | 6      | 6    | 22    |
| 2.      | NRD             | 9     | 7      | 7    | 23    |
| 3.      | USA             | 6     | 4      | 2    | 12    |
| 4.      | Austria         | 3     | 2      | 2    | 7     |
| 5.      | Szwecja         | 3     | –      | 1    | 4     |
| 6.      | Liechtenstein   | 2     | 2      | –    | 4     |
| 7.      | Norwegia        | 1     | 3      | 6    | 10    |
| 8.      | Finlandia       | 1     | 5      | 3    | 9     |
| 9.      | Szwajcaria      | 1     | 1      | 3    | 5     |
| 10.     | Holandia        | 1     | 2      | 1    | 4     |
| 11.     | Wielka Brytania | 1     | –      | –    | 1     |
| 12.     | RFN             | –     | 2      | 3    | 5     |
| 13.     | Włochy          | –     | 2      | –    | 2     |
| 14.     | Kanada          | –     | 1      | 1    | 2     |
| 15.     | Japonia         | –     | 1      | –    | 1     |
| 15.     | Węgry           | –     | 1      | –    | 1     |
| 17.     | Bułgaria        | –     | –      | 1    | 1     |
| 17.     | Czechosłowacja  | –     | –      | 1    | 1     |
| 17.     | Francja         | –     | –      | 1    | 1     |
| Razem   | Razem           | 38    | 39     | 38   | 115   |

## Klasyfikacje według dyscyplin

### Biathlon
Podczas igrzysk w Lake Placid rozegrane zostały trzy konkurencje biathlonowe mężczyzn – bieg indywidualny na dystansie 20 km, sprint na dystansie 10 km oraz sztafetę 4 × 7,5 km. Sprint był konkurencją debiutującą w programie igrzysk olimpijskich. Po raz pierwszy na igrzyskach olimpijskich zastosowano tarcze mechaniczne, a także skrócono odległość od tarczy ze 150 do 50 metrów.
Najbardziej utytułowanym biathlonistą został Anatolij Alabjew, który zdobył dwa złote medale i jeden brązowy. Na podium olimpijskim wszystkich trzech konkurencji stanął również Frank Ullrich, zdobywając jeden złoty i dwa srebrne medale. Ponadto multimedalistami zostali Władimir Alikin (złoto i srebro) i Eberhard Rösch (srebro i brąz). W rywalizacji sztafet mistrzami olimpijskimi po raz czwarty z rzędu zostali reprezentanci Związku Radzieckiego i tym samym utrzymali passę zwycięstw w tej konkurencji od jej wprowadzenia do kalendarza olimpijskiego w 1968 roku. W radzieckiej sztafecie biegł Aleksandr Tichonow, zdobywając czwarty z rzędu złoty medal olimpijski w tej konkurencji.
| Miejsce | Państwo | Złoto | Srebro | Brąz | Razem |
| ------- | ------- | ----- | ------ | ---- | ----- |
| 1.      | ZSRR    | 2     | 1      | 1    | 4     |
| 2.      | NRD     | 1     | 2      | 1    | 4     |
| 3.      | RFN     | –     | –      | 1    | 1     |
| Razem   | Razem   | 3     | 3      | 3    | 9     |

### Biegi narciarskie
Konkurencje biegowe rozegrane na igrzyskach w Lake Placid nie zmieniły się w porównaniu do igrzysk w Innsbrucku – przeprowadzono cztery biegi mężczyzn i trzy kobiet.
Najlepszy wynik medalowy osiągnął Nikołaj Zimiatow – trzykrotny mistrz olimpijski igrzysk w Lake Placid. Trzy razy na podium olimpijskim stanął także Juha Mieto, w dorobku którego znalazły się dwa srebrne i jeden brązowy medal. Dwa medale wśród mężczyzn zdobyli również Wasilij Roczew (złoty i srebrny) oraz Ove Aunli (srebrny i brązowy). Wśród kobiet najbardziej utytułowaną biegaczką została Barbara Petzold z dwoma złotymi medalami. Multimedalistkami były również Raisa Smietanina (złoto i srebro) oraz Hilkka Riihivuori (dwa razy srebro).
Po raz pierwszy w historii złoty medal olimpijski w sztafecie kobiet zdobyły reprezentantki Niemieckiej Republiki Demokratycznej. Przerwały tym samym passę dwóch zwycięstw zawodniczek z ZSRR.
W biegu na 30 km mężczyzn brązowy medal wywalczył Iwan Lebanow. Był to pierwszy medal zimowych igrzysk olimpijskich zdobyty dla Bułgarii.
Mistrzem olimpijskim w biegu mężczyzn na 15 km został Thomas Wassberg, który pokonał drugiego na mecie Juhę Mieto różnicą 0,01 sekundy. W wyniku tak niewielkiej różnicy Międzynarodowa Federacja Narciarska zmieniła przepisy dotyczące pomiarów czasu, ograniczając ich dokładność do 0,1 sekundy.
| Miejsce | Państwo        | Złoto | Srebro | Brąz | Razem |
| ------- | -------------- | ----- | ------ | ---- | ----- |
| 1.      | ZSRR           | 4     | 2      | 1    | 7     |
| 2.      | NRD            | 2     | –      | –    | 2     |
| 3.      | Szwecja        | 1     | –      | –    | 1     |
| 4.      | Finlandia      | –     | 4      | 2    | 6     |
| 5.      | Norwegia       | –     | 1      | 2    | 3     |
| 6.      | Bułgaria       | –     | –      | 1    | 1     |
| 6.      | Czechosłowacja | –     | –      | 1    | 1     |
| Razem   | Razem          | 7     | 7      | 7    | 21    |

### Bobsleje
Podczas igrzysk w Lake Placid, tak samo jak cztery lata wcześniej w Innsbrucku, odbyły się dwie konkurencje bobslejowe – dwójki i czwórki mężczyzn.
Medalistami zostali zawodnicy z Niemieckiej Republiki Demokratycznej i Szwajcarii. Wszyscy bobsleiści, którzy stanęli na podium w dwójkach, zostali medalistami również w czwórkach, w wyniku czego sześciu zawodników zostało multimedalistami igrzysk w Lake Placid – Erich Schärer, Joseph Benz, Bernhard Germeshausen i Hans-Jürgen Gerhardt zdobyli po jednym złotym i jednym srebrnym, a Meinhard Nehmer i Bogdan Musiol po jednym złotym i jednym brązowym medalu.
| Miejsce | Państwo    | Złoto | Srebro | Brąz | Razem |
| ------- | ---------- | ----- | ------ | ---- | ----- |
| 1.      | NRD        | 1     | 1      | 2    | 4     |
| 2.      | Szwajcaria | 1     | 1      | –    | 2     |
| Razem   | Razem      | 2     | 2      | 2    | 6     |

### Hokej na lodzie
Niezmiennie od poprzednich igrzysk w kalendarzu olimpijskim znalazł się turniej mężczyzn w hokeju na lodzie. W turnieju triumfowali reprezentanci Stanów Zjednoczonych, przerywając tym samym dominację drużyny radzieckiej w turniejach olimpijskich od igrzysk w 1964 roku w Innsbrucku. Brązowy medal wywalczyli Szwedzi.
Mecz rundy medalowej pomiędzy USA a ZSRR przeszedł do historii jako „cud na lodzie”. Składająca się z hokeistów-amatorów drużyna amerykańska pokonała faworyzowany zespół radziecki. Spotkanie to zostało w 2008 roku wybrane przez Międzynarodową Federację Hokeja na Lodzie najważniejszym wydarzeniem stulecia w historii międzynarodowego hokeja, a w 2004 roku doczekało się ekranizacji pod tytułem Cud w Lake Placid.
| Miejsce | Państwo | Złoto | Srebro | Brąz | Razem |
| ------- | ------- | ----- | ------ | ---- | ----- |
| 1.      | USA     | 1     | –      | –    | 1     |
| 2.      | ZSRR    | –     | 1      | –    | 1     |
| 3.      | Szwecja | –     | –      | 1    | 1     |
| Razem   | Razem   | 1     | 1      | 1    | 3     |

### Kombinacja norweska
W programie igrzysk olimpijskich w Lake Placid, niezmiennie od poprzednich igrzysk, znalazł się jeden konkurs indywidualny w kombinacji norweskiej. Niezmienna pozostała również formuła zawodów – pierwszego dnia dwuboiści oddawali po trzy skoki narciarskie na normalnym obiekcie, z których odrzucana była najgorsza próba, drugiego dnia brali udział w 15-kilometrowym biegu narciarskim.
Mistrzem olimpijskim po raz trzeci z rzędu został reprezentant Niemieckiej Republiki Demokratycznej, Ulrich Wehling. Jako drugi zawodnik w historii, po Johanie Grøttumsbråtenie (1924, 1928, 1932), trzykrotnie stanął na podium olimpijskim w kombinacji norweskiej i jako pierwszy trzykrotnie został mistrzem olimpijskim w tej dyscyplinie. Drugie miejsce w konkursie zajął Jouko Karjalainen, a trzecie – Konrad Winkler, który zdobył drugi z rzędu brązowy medal olimpijski.
| Miejsce | Państwo   | Złoto | Srebro | Brąz | Razem |
| ------- | --------- | ----- | ------ | ---- | ----- |
| 1.      | NRD       | 1     | –      | 1    | 2     |
| 2.      | Finlandia | –     | 1      | –    | 1     |
| Razem   | Razem     | 1     | 1      | 1    | 3     |

### Łyżwiarstwo figurowe
W Lake Placid, tak samo jak w Innsbrucku, odbyły się cztery konkurencje w łyżwiarstwie figurowym – rywalizacja solistów, solistek, par sportowych i par tanecznych.
Żaden z zawodników nie zdobył w Lake Placid więcej niż jednego medalu. Tytuł mistrzów olimpijskich w parach sportowych obronili Irina Rodnina i Aleksandr Zajcew. Dla Rodniny był to zarazem trzeci z rzędu złoty medal olimpijski w parach sportowych (w 1972 roku zdobyła go z Aleksiejem Ułanowem, a cztery lata później z Zajcewem). Jednocześnie był to piąty z rzędu tytuł mistrzów olimpijskich w tej konkurencji przyznany ZSRR.
Para taneczna Krisztina Regőczy i András Sallay zdobyła pierwszy od 24 lat medal zimowych igrzysk olimpijskich dla Węgier. Był to jednocześnie drugi w historii węgierskich startów srebrny medal olimpijski, po zdobytym w 1948 roku przez parę sportową Andrea Kékesy i Ede Király.
| Miejsce | Państwo         | Złoto | Srebro | Brąz | Razem |
| ------- | --------------- | ----- | ------ | ---- | ----- |
| 1.      | ZSRR            | 2     | 1      | 1    | 4     |
| 2.      | NRD             | 1     | 1      | 1    | 3     |
| 3.      | Wielka Brytania | 1     | –      | –    | 1     |
| 4.      | USA             | –     | 1      | 1    | 2     |
| 5.      | Węgry           | –     | 1      | –    | 1     |
| 6.      | RFN             | –     | –      | 1    | 1     |
| Razem   | Razem           | 4     | 4      | 4    | 12    |

### Łyżwiarstwo szybkie
Konkurencje łyżwiarstwa szybkiego w Lake Placid były takie same jak w Innsbrucku. Panczeniści rywalizowali na pięciu dystansach, a panczenistki na czterech.
Rywalizację mężczyzn zdominował Eric Heiden, który wygrał wszystkie konkurencje i został pięciokrotnym mistrzem olimpijskim. Został pierwszym w historii sportowcem, który zdobył pięć złotych medali na jednych igrzyskach olimpijskich w konkurencjach indywidualnych oraz pierwszym, który zdobył pięć złotych medali podczas zimowych igrzysk olimpijskich. Ponadto poprawił rekordy olimpijskie na wszystkich dystansach oraz rekord świata na dystansie 10 000 m.
Poza Heidenem multimedalistami zawodów mężczyzn zostali Kay Stenshjemmet z dorobkiem dwóch srebrnych medali oraz Tom Erik Oxholm z dwoma brązowymi medalami. Wśród kobiet najbardziej utytułowaną zawodniczką została Natalja Pietrusiowa ze złotem i brązem. Dwukrotnie na podium olimpijskim stanęła także Leah Poulos, zdobywając dwa srebrne medale oraz Sabine Becker ze srebrem i brązem.
W biegu na 1000 m mężczyzn trzecie miejsce ex aequo zajęli Władimir Łobanow i Frode Rønning, wobec czego w tej konkurencji przyznano dwa brązowe medale.
| Miejsce | Państwo  | Złoto | Srebro | Brąz | Razem |
| ------- | -------- | ----- | ------ | ---- | ----- |
| 1.      | USA      | 5     | 2      | 1    | 8     |
| 2.      | Norwegia | 1     | 2      | 4    | 7     |
| 3.      | Holandia | 1     | 2      | 1    | 4     |
| 4.      | NRD      | 1     | 1      | 2    | 4     |
| 4.      | ZSRR     | 1     | 1      | 2    | 4     |
| 6.      | Kanada   | –     | 1      | –    | 1     |
| Razem   | Razem    | 9     | 9      | 10   | 28    |

### Narciarstwo alpejskie
Konkurencje alpejskie rozgrywane na igrzyskach w Lake Placid były takie same jak w Innsbrucku – kobiety i mężczyźni rywalizowali w slalomie, slalomie gigancie i biegu zjazdowym. Zawody olimpijskie były jednocześnie 26. edycją mistrzostw świata w narciarstwie alpejskim, do których zaliczana była również kombinacja alpejska kobiet i mężczyzn.
Najbardziej utytułowaną alpejką tych igrzysk została Hanni Wenzel, w dorobku której znalazły się dwa złote i jeden srebrny medal. Wenzel została pierwszą w historii mistrzynią olimpijską z Liechtensteinu. Za jej sprawą Liechtenstein został najmniejszym pod względem powierzchni krajem ze złotym medalem olimpijskim. Wśród mężczyzn dwa złote medale olimpijskie zdobył Ingemar Stenmark. Zwyciężył on w slalomie i slalomie gigancie, zostając w ten sposób trzecim zawodnikiem w historii (po Tonim Sailerze i Jean-Claude Killym), który wygrał oba slalomy na jednych igrzyskach.
W kombinacji alpejskiej, zaliczanej jednak tylko do mistrzostw świata, triumfowali Phil Mahre wśród mężczyzn i Hanni Wenzel wśród kobiet.
| Miejsce | Państwo       | Złoto | Srebro | Brąz | Razem |
| ------- | ------------- | ----- | ------ | ---- | ----- |
| 1.      | Liechtenstein | 2     | 2      | –    | 4     |
| 2.      | Austria       | 2     | 1      | 1    | 4     |
| 3.      | Szwecja       | 2     | –      | –    | 2     |
| 4.      | RFN           | –     | 2      | –    | 2     |
| 5.      | USA           | –     | 1      | –    | 1     |
| 6.      | Szwajcaria    | –     | –      | 3    | 3     |
| 7.      | Francja       | –     | –      | 1    | 1     |
| 7.      | Kanada        | –     | –      | 1    | 1     |
| Razem   | Razem         | 6     | 6      | 6    | 18    |

### Saneczkarstwo
Niezmiennie od poprzednich igrzysk, w Lake Placid rozegrano trzy konkurencje saneczkarskie – jedynki kobiet i mężczyzn oraz dwójki mężczyzn.
Żaden z zawodników nie zdobył więcej niż jednego medalu olimpijskiego. W dwójkach tytuł mistrzów olimpijskich z Innsbrucka obronili Hans Rinn i Norbert Hahn. W jedynkach kobiet triumfowała Wiera Zozula, a trzecie miejsce zajęła Ingrīda Amantova. Były to pierwsze medale olimpijskie zdobyte dla Związku Radzieckiego w saneczkarstwie oraz pierwsze medale zimowych igrzysk olimpijskich wywalczone przez sportsmenki narodowości łotewskiej. Z kolei Paul Hildgartner został pierwszym włoskim medalistą olimpijskim w saneczkarskich jedynkach mężczyzn, zdobywając srebrny medal w tej konkurencji.
| Miejsce | Państwo | Złoto | Srebro | Brąz | Razem |
| ------- | ------- | ----- | ------ | ---- | ----- |
| 1.      | NRD     | 2     | 1      | –    | 3     |
| 2.      | ZSRR    | 1     | –      | 1    | 2     |
| 3.      | Włochy  | –     | 2      | –    | 2     |
| 4.      | Austria | –     | –      | 1    | 1     |
| 4.      | RFN     | –     | –      | 1    | 1     |
| Razem   | Razem   | 3     | 3      | 3    | 9     |

### Skoki narciarskie
Zawody olimpijskie w skokach narciarskich na igrzyskach w Lake Placid składały się z dwóch konkursów indywidualnych – na dużej i normalnej skoczni, tak samo jak na poprzednich igrzyskach olimpijskich.
Żaden ze skoczków nie zdobył więcej niż jednego medalu olimpijskiego. W konkursie na normalnym obiekcie drugie miejsce zajęli ex aequo Manfred Deckert i Hirokazu Yagi, wobec czego obaj zdobyli srebrny medal, a medalu brązowego nie przyznano. Taka sytuacja, że dwóch zawodników zajęło takie samo miejsce na podium olimpijskim w skokach narciarskich, wydarzyła się po raz pierwszy w historii. Mistrz olimpijski z normalnej skoczni, Toni Innauer, został drugim w historii austriackim mistrzem olimpijskim w skokach narciarskich po Karlu Schnablu, a mistrz z dużej skoczni, Jouko Törmänen, został trzecim w historii fińskim skoczkiem ze złotem olimpijskim po Antti Hyvärinenie i Veikko Kankkonenie.
| Miejsce | Państwo   | Złoto | Srebro | Brąz | Razem |
| ------- | --------- | ----- | ------ | ---- | ----- |
| 1.      | Austria   | 1     | 1      | –    | 2     |
| 2.      | Finlandia | 1     | –      | 1    | 2     |
| 3.      | Japonia   | –     | 1      | –    | 1     |
| 3.      | NRD       | –     | 1      | –    | 1     |
| Razem   | Razem     | 2     | 3      | 1    | 6     |

## Multimedaliści
25 sportowców zdobyło w Lake Placid więcej niż jeden medal, a 17 spośród nich wywalczyło przynajmniej jedno złoto. Najwięcej – po sześcioro – multimedalistów startowało w barwach Niemieckiej Republiki Demokratycznej i Związku Radzieckiego. Sześciu z multimedalistów stawało na podium olimpijskim w bobslejach, czworo w biegach narciarskich, trzech w biathlonie i po dwoje w łyżwiarstwie szybkim i narciarstwie alpejskim.
Najwięcej medali – pięć – zdobył reprezentant Stanów Zjednoczonych w łyżwiarstwie szybkim, Eric Heiden, który został pięciokrotnym mistrzem olimpijskim. Trzy tytuły mistrza olimpijskiego zdobył również radziecki biegacz narciarski – Nikołaj Zimiatow.
Poniższa tabela przedstawia indywidualne zestawienie multimedalistów Zimowych Igrzysk Olimpijskich 1980, czyli zawodników i zawodniczek, którzy zdobyli więcej niż jeden medal olimpijski na tych igrzyskach, w tym przynajmniej jeden złoty.
| Miejsce | Zawodnik              | Państwo       | Dyscyplina            | Złoto | Srebro | Brąz | Razem |
| ------- | --------------------- | ------------- | --------------------- | ----- | ------ | ---- | ----- |
| 1.      | Eric Heiden           | USA           | łyżwiarstwo szybkie   | 5     | –      | –    | 5     |
| 2.      | Nikołaj Zimiatow      | ZSRR          | biegi narciarskie     | 3     | –      | –    | 3     |
| 3.      | Anatolij Alabjew      | ZSRR          | biathlon              | 2     | 1      | –    | 3     |
| 3.      | Hanni Wenzel          | Liechtenstein | narciarstwo alpejskie | 2     | 1      | –    | 3     |
| 5.      | Barbara Petzold       | NRD           | biegi narciarskie     | 2     | –      | –    | 2     |
| 5.      | Ingemar Stenmark      | Szwecja       | narciarstwo alpejskie | 2     | –      | –    | 2     |
| 7.      | Frank Ullrich         | NRD           | biathlon              | 1     | 2      | –    | 3     |
| 8.      | Władimir Alikin       | ZSRR          | biathlon              | 1     | 1      | –    | 2     |
| 8.      | Joseph Benz           | Szwajcaria    | bobsleje              | 1     | 1      | –    | 2     |
| 8.      | Hans-Jürgen Gerhardt  | NRD           | bobsleje              | 1     | 1      | –    | 2     |
| 8.      | Bernhard Germeshausen | NRD           | bobsleje              | 1     | 1      | –    | 2     |
| 8.      | Wasilij Roczew        | ZSRR          | biegi narciarskie     | 1     | 1      | –    | 2     |
| 8.      | Erich Schärer         | Szwajcaria    | bobsleje              | 1     | 1      | –    | 2     |
| 8.      | Raisa Smietanina      | ZSRR          | biegi narciarskie     | 1     | 1      | –    | 2     |
| 15.     | Bogdan Musiol         | NRD           | bobsleje              | 1     | –      | 1    | 2     |
| 15.     | Meinhard Nehmer       | NRD           | bobsleje              | 1     | –      | 1    | 2     |
| 15.     | Natalja Pietrusiowa   | ZSRR          | łyżwiarstwo szybkie   | 1     | –      | 1    | 2     |